# 角岬
角岬（英語：Kado Point），是南極洲的海岬，位於毛德皇后地的哈拉爾王子海岸，處於呂佐夫-霍爾姆灣東部，根據日本探險隊的測量和拍攝的空中照片繪入地圖，現時由南極條約體系管理。

## 外部連結
- . . United States Geological Survey.   [2013-04-10].
- 本条目引用的公有领域材料来自美国地质调查局的文档《角岬》 （資料來自地名信息系统）。

69°39′S 39°22′E / 69.650°S 39.367°E